# Monedas de euro de Grecia
El euro (EUR o €) es la moneda oficial de las instituciones de la Unión Europea desde 1999, cuando sustituyó al ECU, de los Estados que pertenecen a la eurozona y de los micro-Estados europeos con quienes la Unión tiene acuerdos al respecto. También es utilizado de facto en Montenegro y Kosovo. Las monedas de euro están diseñadas de tal manera que en su anverso muestran un diseño específico del Estado emisor mientras que en su reverso muestran un diseño común.
Las monedas griegas son las únicas que usan un alfabeto diferente del latino. El céntimo de euro se llama ΛΕΠΤΟ (“leptó”), plural ΛΕΠΤΑ (“leptá”) en griego, al contrario de otros idiomas que adaptaron la palabra “cent”. La palabra “EURO” se escribe ΕΥΡΩ en griego.
Puesto que Grecia adoptó el euro como moneda en 2001 y no en 1999 como los 11 miembros originales de la eurozona, la serie de 2002 de monedas de euro griegas fue acuñada también en diferentes países de la Unión para llegar a tiempo al 1 de enero de 2002, fecha de la entrada en circulación del euro tanto en Grecia como en los otros 11 países. Una letra situada en una de las estrellas permite identificar el país en el que la pieza fue emitida:
- Ninguna: Grecia
- E: España
- F: Francia
- S: Finlandia (Suomi en finés)

## Diseño regular
Las monedas de euro griegas presentan un diseño diferente en cada una de las 8 denominaciones. Todas fueron diseñadas por Georgios Stamatopoulos. Las monedas de menor valor representan navíos griegos, las de valor intermedio personajes griegos famosos, y las de mayor valor ejemplos de historia y mitología griega. Todos los diseños tienen las 12 estrellas de la Unión Europea y el año de acuñación. 
| Letra   | Monedas       | Localización                | Casa de Moneda                            | País      |
| ------- | ------------- | --------------------------- | ----------------------------------------- | --------- |
| Ninguna | Todas         | -                           | Τράπεζα της Ελλάδος (Banco de Grecia)     | Grecia    |
| E       | 0,20 €        | Estrella de las 8 en punto  | Fábrica Nacional de Moneda y Timbre       | España    |
| F       | 0,50 € 0,10 € | Estrella de las 8 en punto  | Monnaie de Paris                          | Francia   |
| F       | 0,05 € 0,02 € | Estrella de las 2 en punto  | Monnaie de Paris                          | Francia   |
| F       | 0,01 €        | Estrella de las 10 en punto | Monnaie de Paris                          | Francia   |
| S       | 2,00 € 1,00 € | Estrella de las 6 en punto  | Rahapaja (Casa de la Moneda de Finlandia) | Finlandia |

| Motivos de las monedas de 1 cts                                                 |
| \| \| \| Trirreme representación barco que da motivo a las monedas de 1 cts. \| |
|                                                                                 |
| Trirreme representación barco que da motivo a las monedas de 1 cts.             |

| Motivos de las monedas de 2 cts                                                    |
| \| \| \| Corbeta representación heráldica que da motivo a las monedas de 2 cts. \| |
|                                                                                    |
| Corbeta representación heráldica que da motivo a las monedas de 2 cts.             |

| Motivos de las monedas de 5 cts                                                      |
| \| \| \| petrolero representación heráldica que da motivo a las monedas de 5 cts. \| |
|                                                                                      |
| petrolero representación heráldica que da motivo a las monedas de 5 cts.             |

| Motivos de las monedas de 10 cts                                                              |
| \| \| \| Rigas Velestinlís representación heráldica que da motivo a las monedas de 10 cts. \| |
|                                                                                               |
| Rigas Velestinlís representación heráldica que da motivo a las monedas de 10 cts.             |

| Motivos de las monedas de 20 cts                                                                 |
| \| \| \| Ioannis Kapodistrias representación heráldica que da motivo a las monedas de 20 cts. \| |
|                                                                                                  |
| Ioannis Kapodistrias representación heráldica que da motivo a las monedas de 20 cts.             |

| Motivos de las monedas de 50 cts                                                                  |
| \| \| \| Elefthérios Venizélos representación heráldica que da motivo a las monedas de 50 cts. \| |
|                                                                                                   |
| Elefthérios Venizélos representación heráldica que da motivo a las monedas de 50 cts.             |

| Motivos de las monedas de 1 euro                                                               |
| \| \| \| Mochuelo de Atenea representación heráldica que da motivo a las monedas de 1 euro. \| |
|                                                                                                |
| Mochuelo de Atenea representación heráldica que da motivo a las monedas de 1 euro.             |

| Motivos de las monedas de 2 euro                                                               |
| \| \| \| Europa (mitología) representación heráldica que da motivo a las monedas de 2 euro. \| |
|                                                                                                |
| Europa (mitología) representación heráldica que da motivo a las monedas de 2 euro.             |

| 0,01 €                                                                         | 0,02 €                                                                                 | 0,05 €                                               |
| ------------------------------------------------------------------------------ | -------------------------------------------------------------------------------------- | ---------------------------------------------------- |
|                                                                                |                                                                                        |                                                      |
| Un trirreme ateniense del siglo V a. C.                                        | Una corbeta (o dromon) de principios del siglo XIX                                     | Un petrolero moderno, símbolo de la industria griega |
| 0,10 €                                                                         | 0,20 €                                                                                 | 0,50 €                                               |
|                                                                                |                                                                                        |                                                      |
| Rigas Velestinlís-Feraios (1757-1798), poeta griego                            | Ioannis Kapodistrias (1776-1831), estadista griego                                     | Elefthérios Venizélos (1864-1936), político griego   |
| 1,00 €                                                                         | 2,00 €                                                                                 | 2 € (canto)                                          |
|                                                                                |                                                                                        |                                                      |
| Imagen de una tetradracma ateniense del siglo V a. C., que muestra un mochuelo | El rapto de Europa por Zeus bajo la forma de un toro. (escena de un mosaico espartano) |                                                      |

En 2005 y 2008, la Comisión Europea dictó unas recomendaciones (que en 2012 pasaron a ser reglamento) sobre las caras nacionales de las monedas de euro. Debido a ello, Grecia debe cambiar sus diseños para cumplir con lo siguiente: "Las caras nacionales de todas las denominaciones de las monedas en euros deberán llevar una indicación del Estado miembro emisor, consistente en el nombre de dicho Estado miembro o en una abreviatura del mismo" y "En la cara nacional deben figurar las doce estrellas europeas, que han de rodear por completo el diseño nacional, incluida la indicación del año de emisión y la del nombre del Estado miembro emisor". Grecia está obligada a adecuar sus diseños como tarde el 20 de junio de 2062. En las monedas conmemorativas de 2 euros, cumple con la primera de las restricciones mencionadas anteriormente ya que figura desde 2007 ΕΛΛΗΝΙΚΗ ΔΗΜΟΚΡΑΤΙΑ; es decir, REPÚBLICA HELÉNICA. Respecto a la segunda restricción, en las monedas conmemorativas de 2 euros la ha cumplido desde 2007.

## Cantidad de piezas acuñadas
|      | €0.01 | €0.02 | €0.05 | €0.10 | €0.20 | €0.50 | €1.00 | €2.00 |
| ---- | ----- | ----- | ----- | ----- | ----- | ----- | ----- | ----- |
| 2002 |       |       |       |       |       |       |       |       |
| 2003 |       |       |       |       |       |       |       |       |
| 2004 |       |       |       |       |       |       |       |       |
| 2005 |       |       |       |       |       |       |       |       |
| 2006 |       |       |       |       |       |       |       |       |
| 2007 |       |       |       |       |       |       |       |       |
| 2008 |       |       |       |       |       |       |       |       |
| 2009 |       |       |       |       |       |       |       |       |
| 2010 |       |       |       |       |       |       |       |       |
| 2011 |       |       |       |       |       |       |       |       |
| 2012 |       |       |       |       |       |       |       |       |
| 2013 |       |       |       |       |       |       |       |       |
| 2014 |       |       |       |       |       |       |       |       |
| 2015 |       |       |       |       |       |       |       |       |

## Monedas conmemorativas en euro de Grecia
Para más información, véase monedas conmemorativas de 2 euros.
| Año  | Motivo | Emisión    | Imagen |
| ---- | --- | ---------- | ------ |
| 2004 | Juegos Olímpicos de Atenas Una imagen del discóbolo (escultura griega atribuida a Mirón) es el diseño central de la moneda. Arriba tiene la marca de ceca. A la izquierda «ATENAS 2004» y los anillos olímpicos y a la derecha aparece la denominación de la moneda en griego (2 ΕΥΡΩ). En el anillo exterior las doce estrellas de la bandera europea rodean el diseño. La marca del año se encuentra separada en dos por la estrella de la parte inferior central. | 35 000 000 |        |
| 2007 | Diseño común: 50.º aniversario de la firma del Tratado de RomaSe trata de la primera moneda de emisión conjunta hecha por parte de los 13 miembros de la eurozona del momento. Cada estado acuñó el mismo anverso con su denominación nacional como distintivo. En el centro de la moneda se representa el tratado sobrepuesto a un diseño que recuerda al pavimento de la Plaza del Campidoglio de Roma, donde fue firmado en 1957. La palabra «EYPΩΠΗ» («Europa» en griego) figura encima del libro. Sobre él, aparecen las palabras «ΣΥΝΘΗΚΗ ΤΗΣ ΡΩΜΗΣ 50 XPONIA» («Tratado de Roma 50 años» en griego). El año y el nombre «ΕΛΛΗΝΙΚΗ ΔΗΜΟΚΡΑΤΙΑ» («República Helénica» en griego) aparecen bajo el diseño central. Las doce estrellas de la bandera europea rodean todo lo anterior en el anillo exterior de la moneda. El diseño fue producto del trabajo conjunto de las diferentes casas de moneda europeas. | 4 000 000  |        |
| 2009 | Diseño común: X Aniversario de la creación de la Unión Económica y Monetaria |            |        |
| 2010 | 2.500º Aniversario de la Batalla de Maratón |            |        |
| 2011 | Juegos Olímpicos Especiales de verano: Atenas |            |        |
| 2012 | Diseño común: X Aniversario de la puesta en circulación de los billetes y monedas en euros |            |        |
| 2013 | 2.400º Aniversario de la Fundación de la Academia Platónica |            |        |
| 2013 | 100 Aniversario de la Unión de Creta a Grecia |            |        |
| 2014 | 400 años de la muerte de Domenikos Theotokopoulos |            |        |
| 2014 | 150 Aniversario de la unión de las Islas Jónicas a Grecia |            |        |
| 2015 | 75 Aniversario de la muerte del Atleta Spiridon Louis |            |        |
| 2015 | Diseño común: 30º aniversario de la Bandera europea |            |        |
| 2016 | 150 años desde que se produjo el incendio del Monasterio de Arkadi |            |        |
| 2016 | 120 Años del Nacimiento de Dimitri Mitropoulos |            |        |
| 2017 | Sitio arqueológico de Filipos |            |        |
| 2017 | 60 años del fallecimiento de Nikos Kazantzakis |            |        |
| 2018 | 70 Aniversario de la Unión de las Islas del Dodecaneso con Grecia |            |        |
| 2018 | 75 Años del fallecimiento de Kostis Palamás |            |        |
| 2019 | Centenario del nacimiento de Manolis Andronikos |            |        |
| 2019 | 150 años del fallecimiento de Andreas Kalvos |            |        |
| 2020 | 2.500 años de la Batalla de las Termópilas |            |        |
| 2020 | 100 años de la incorporación de Tracia a Grecia |            |        |
| 2021 | 200 años de la Revolución griega |            |        |
| 2022 | 200 años de la primera Constitución griega |            |        |
| 2022 | Diseño común: 35º aniversario del programa Erasmus |            |        |